# Marienkapelle (Obertheres)

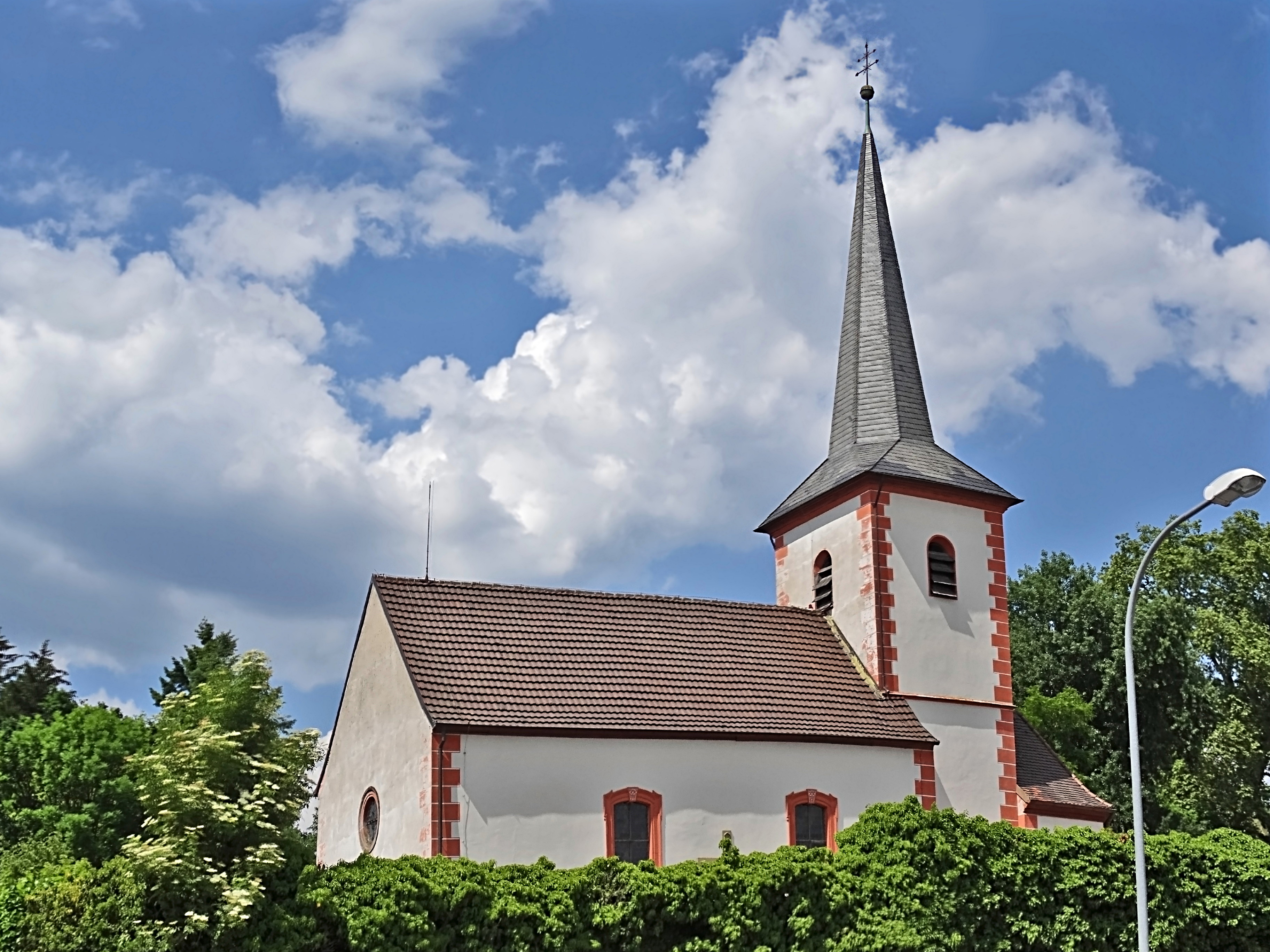
Marienkapelle in Obertheres

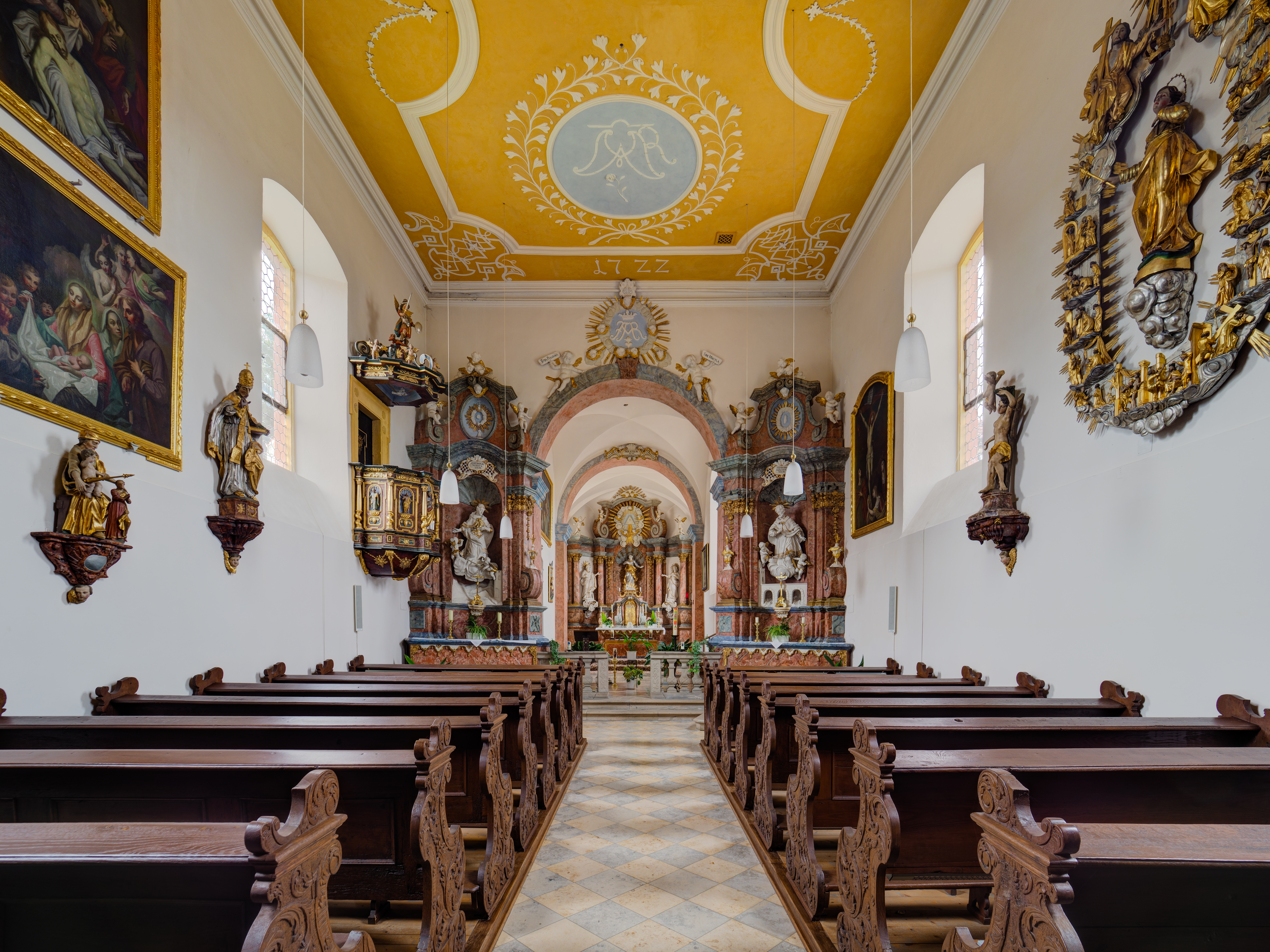
Innenansicht

Die römisch-katholische  Marienkapelle steht im Friedhof von Obertheres, einem Gemeindeteil von Theres im unterfränkischen Landkreis Haßberge in Bayern. Der Vorgängerbau des denkmalgeschützten Bauwerks wurde 1123 geweiht. Die Kapelle gehört zur Pfarreiengemeinschaft Theres im Dekanat Haßberge des Bistums Würzburg.

## Beschreibung

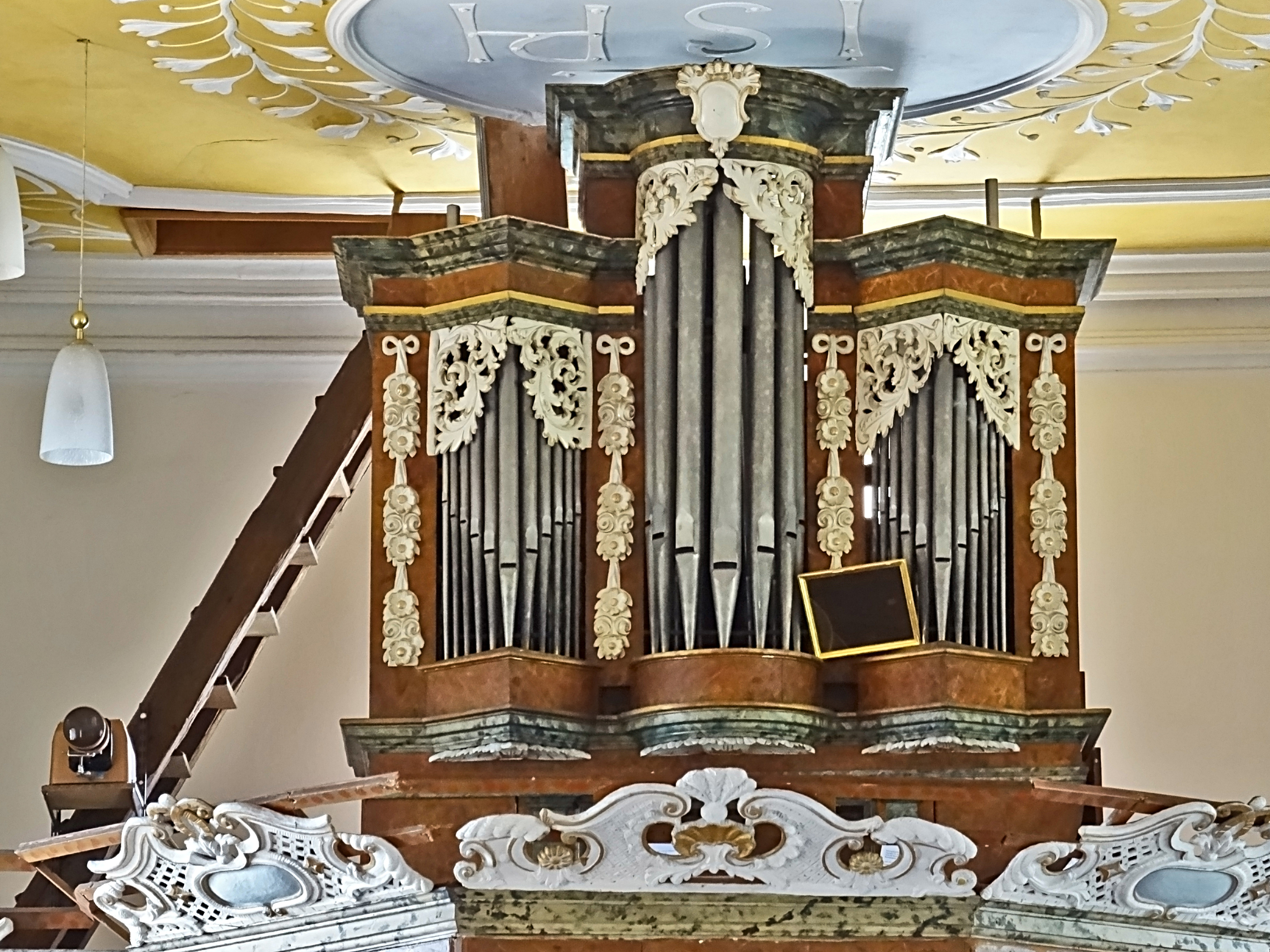
Die Orgel

Das Langhaus und der Chorturm der Friedhofskapelle stammen aus dem 12./13. Jahrhundert. 1722 wurde das Langhaus nach einem Entwurf von Joseph Greissing erneuert, der Innenraum mit Stuckmarmor verziert und der Chorturm mit einem schiefergedeckten, achtseitigen Knickhelm bedeckt. Das Dreischildwappen über dem Portal zeigt links den sächsische Rautenkranz und bezieht sich auf den Bamberger Bischof und Gründer des Klosters Theres, Suitger von Morsleben, der einem sächsischen Adelsgeschlecht entstammte. Der Babenberger Adler in der Mitte weist auf Adalbert von Babenberg hin, der im Jahre 906 hier enthauptet wurde (Babenberger Fehde) und der springende Fuchs stammt aus dem Wappen des Abtes Gregor II. Fuchs.
Die 1723 von Johann Hoffmann gebaute Orgel hat neun Register, ein Manual und ein Pedal.